# 孙宝德
孙宝德（1963年4月—），上海交通大学材料科学与工程学院院长、教授，主要从事铝熔体纯净化和微细化、高温合金及其精密成型等方面的研究工作。入选中华人民共和国教育部2007年度"长江学者"特聘教授、教育部跨世纪优秀人才。